# Barrie Unsworth
Pour les articles homonymes, voir Unsworth.
Barrie John Unsworth (né le 16 avril 1934) est un homme politique australien. Il est le trente-sixième premier Ministre de Nouvelle-Galles du Sud du 4 juillet 1986 au 25 mars 1988 en tant que chef du parti travailliste australien.

## Biographie

### Jeunesse
Unsworth est né à Dubbo et arrête ses études à l'âge de 15 ans. Il épouse Pauline Hennessy en 1955 aet ils ont une fille et trois fils et ont neuf petits enfants. Il commence sa carrière au parti travailliste comme syndicaliste des électriciens. Il est secrétaire du parti travailliste de Nouvelle-Galles du sud de 1979 à 1984.

### Carrière politique
Unsworth est élu à la Chambre Haute de l'État en 1978. Après le retrait du Premier Ministre Neville Wran en mai 1986, il est élu leader du parti travailliste de Nouvelle-Galles du Sud et Premier Ministre de l'État. Comme par tradition, les Premiers Ministres doivent être députés, Brian Bannon, député du district de Rockdale, démissionne pour que l'on puisse organiser une élection partielle qui se tient en juillet 1986, qu'Unsworth remporte de justesse. Il est Premier Ministre jusqu'à la défaite de son parti aux élections de 1988. Unsworth ne se représenta pas aux élections de 1991.
Depuis 1991 Unsworth ne joue pratiquement plus de rôle politique bien qu'il ait été chargé par le gouvernement d'une étude sur les transports en bus en 2003 et 2004.